# Federico Garcia Vigil

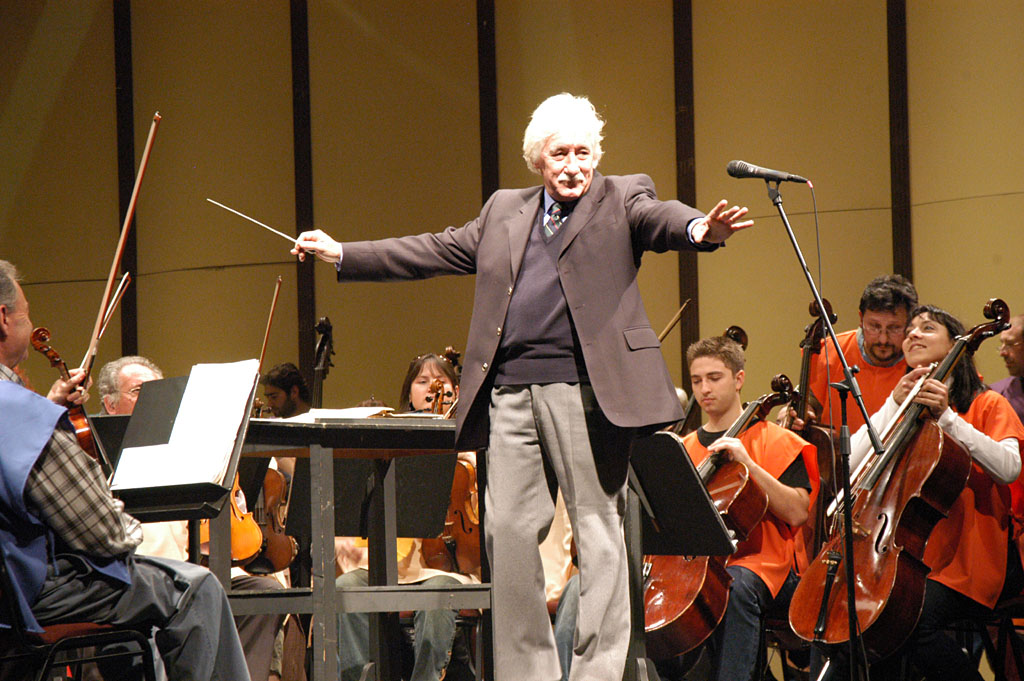
Federico García Vigil (2006)

Federico García Vigil (ur. 5 stycznia 1941 w Montevideo, zm. 26 maja 2020) – urugwajski kompozytor, nauczyciel muzyki i dyrygent orkiestrowy. W latach 1993–2008 był dyrektorem tytularnym Orkiestry Filharmonii w Montevideo. Pracuje również jako profesor dyrygentury w Szkole Muzycznej na Uniwersytecie Republiki Urugwajskiej oraz w Miejskiej Szkole Muzycznej w Montevideo. Pomimo akademickiego wykształcenia muzycznego nie stroni również od wykonawstwa muzyki popularnej i ludowej, w szczególności w stylu Candombe.

## Kompozycje
- Il Duce (opera wg libretta Carlosa Maggi i Mauricio Rosencofa)[2]
- Surcos (Horacio Ferrer / García Vigil)
- Variaciones sobre un Tema de Rada na orkiestrę
- Canción de Frondoso (Lope de Vega / García Vigil)
- Canto al hombre (Alfredo Gravina / García Vigil / Manuel Guardia)
- Sinfonía Concertante na bandoneón i orkiestrę Homenaje a J. Torres García

## Publikacje biograficzne
- Federico: el hombre, su vida y el arte (autorzy: Luis Fernando Iglesias i Alejandra Volpi, Montevideo. 2007)
- De Alencar Pinto, Guilherme (1995). «Horama». Razones locas. El paso de Eduardo Mateo por la música uruguaya. Montevideo: Ediciones del TUMP. s. 83–85. ISBN 9974-7528-0-9.

## Nagrody i wyróżnienia
- Nagroda Florencio (Urugwaj 1969, 1970, 1981)
- Nagroda Fabini (Urugwaj)
- Nagroda Morosoli (Urugwaj)
- Pierwsza nagroda w konkursie muzyki kameralnej (Concurso AEMUS-BAW)
- Nagroda Iris de Oro (Urugwaj 1995)
- Odznaka Zasłużony dla Kultury (przyznana przez Ministerstwo Kultury, Polska, 2003)
- Wybitny Obywatel miasta Santiago de Chile (Chile 2003)
- Nagroda za przebieg kariery artystycznej Premio a la Trayectoria Artística y Humana (przyznana przez Foro Iberoamericano de las Artes Uniwersytetu Alcalá de Henares, Hiszpania 2003)
- Medal za dokonania kulturalne (Kolumbia 2004)
- Order Sztuki i Literatury Republiki Francuskiej (Francja 2005)
- Nagroda Candelabro de Oro de la B’nai B’rith (Urugwaj)[3]